# Horstmar Kohl
Horstmar Kohl (* 1927) ist ein ehemaliger deutscher Diplomat. Er war Botschafter der DDR in der Volksrepublik Kongo, in Kamerun und im Tschad.

## Leben
Kohl studierte von 1960 bis 1964 an der Deutschen Akademie für Staats- und Rechtswissenschaft
in Potsdam-Babelsberg. Er schloss sein Studium als Diplom-Gesellschaftswissenschaftler ab. 
Seit 1964 war er für das Ministerium für Auswärtige Angelegenheiten der DDR (MfAA) tätig. Er war unter anderem Mitarbeiter der Kulturabteilung und der Abteilung Ost- und Zentralafrika im MfAA. Von 1977 bis 1979 wirkte er als Stellvertreter des Botschafters und von 1979 bis 1984 als Botschafter der DDR in Brazzaville.
Von 1988 bis 1990 war Kohl der letzte Botschafter der DDR in Yaoundé. Ab 1989 war er zweitakkreditiert im Tschad.